# Karel Weimar
Karel Bartholomeus Weimar (Arnhem, 20 augustus 1900 - Wöbbelin, 31 mei 1945) was een Nederlandse verzetsstrijder in de Tweede Wereldoorlog.

## Levensloop
Weimar was een handelaar in elektrische apparaten. Hij had een eigen winkel aan Maandereind 19 in Ede. Hij begon al in de zomer van 1940, kort na de Duitse inval in Nederland, met het verzamelen van militaire inlichtingen. Zijn zwager Joop Meijer zond deze gegevens via een zelfgebouwde zender naar Engeland. In 1942 trad Weimar toe tot de Landelijke Organisatie voor Hulp aan Onderduikers. Samen met enkele anderen hield hij zich bezig met de verzorging van een groot aantal ondergedoken Joden in Ede en omgeving. In juni 1943 werd hij gearresteerd wegens "Jodenhulp", maar na vier weken weer vrijgelaten.
Begin september 1944 verenigden de verschillende Edese verzetsgroepen zich in de Binnenlandse Strijdkrachten. Weimar trad toe de plaatselijke stafleiding. Eerder had hij al samengewerkt met Derk Wildeboer, die aangesteld werd als plaatselijk commandant van de Binnenlandse Strijdkrachten.
Op 15 november 1944 was Berend Dijkman door de Duitsers gearresteerd. Dijkman was de RVV-districtscommandant van de westelijke Veluwe, waar Ede onder viel. Bij zijn arrestatie was zijn persoonlijke archief aangetroffen. Tijdens de verhoren sloeg Dijkman volledig door en vertelde de Sicherheitsdienst tal van namen, waaronder het adres van Weimar dat door het verzet vaak werd gebruikt als vergaderadres. Op 21 november 1944 viel de SD binnen en arresteerden Weimar en zijn vrouw. Zij namen daarbij twintigduizend gulden in beslag dat naar hun oordeel geld van de ondergrondse was. De kinderen van het echtpaar werden onverzorgd achtergelaten.
Tijdens de verhoren bekende Weimar dat hij zijn huis meerdere malen ter beschikking had gesteld voor illegale bijeenkomsten en meerdere keren wapens had ontvangen en doorgegeven. Hij werd veroordeeld tot een gevangenisstraf voor de duur van de oorlog. Via Kamp Amersfoort kwam hij terecht in concentratiekamp Wöbbelin, een tijdelijk subkamp van Neuengamme. Daar overleed hij op 31 mei 1945. 
Zijn vrouw werd gedwongen huishoudelijk werk te verrichten in het gebouw van de Sicherheitsdienst in Apeldoorn. Zij werd later overgebracht naar Kamp Westerbork. Begin april, toen de kanonnen van de geallieerden al te horen waren, begonnen de Duitsers hun terugkeer naar het thuisland voor te bereiden en moesten de jonge vrouwen te voet een lange weg afleggen. Mevrouw Weimar maakte de bevrijding mee in Grijpskerk.

## Postuum
In Het Mausoleum in Ede is een herdenkingssteen met daarop de naam van Weimar geplaatst.